# Anne Pingeot
Anne Pingeot (Clermont-Ferrand, 13 maggio 1943) è una storica dell'arte francese.

## Biografia
Figlia di Pierre Pingeot, magnate dell'industria dei componenti per auto di Clermont-Ferrand imparentato con la famiglia degli pneumatici Michelin, è stata curatrice del dipartimento di scultura del Louvre e del Museo d'Orsay a Parigi e autrice di numerosi libri specialistici. È diventata nota a un pubblico più ampio nel 1994 come l'amante di lunga data del presidente francese François Mitterrand.
Nel 1961, Anne Pingeot ha incontrato il compagno di golf occasionale di suo padre, di 27 anni più anziano di lei, a Soorts-Hossegor sul Golfo di Biscaglia. Dalla relazione, durata dal 1962 fino alla morte di Mitterrand, è nata una figlia nel 1974, la giornalista e scrittrice Mazarine Pingeot. Mitterrand ha confessato la paternità nel gennaio 1984,  mantenendo il più alto livello di discrezione.
Durante il periodo della presidenza di Mitterrand, viveva con la figlia al numero 11 di Quai Branly, una dépendance dall'altra parte della Senna, a circa un chilometro dal Palazzo dell'Eliseo, che di solito ospitava stretti dipendenti dei presidenti francesi. Anne Pingeot e sua figlia hanno ricevuto protezione personale. Il presidente Mitterrand trascorse il Natale con la sua famiglia informale nell'Alto Egitto e le celebrazioni del Capodanno con la parte tradizionale nella sua tenuta a Latche vicino a Soorts-Hossegor. Al funerale di Mitterrand, entrambe le parti della famiglia furono unite per la prima volta.
Nel 2016, Anne Pingeot ha approvato la pubblicazione di 1.218 lettere che Mitterrand le ha inviato. Questa corrispondenza è stata pubblicata come Lettres à Anne il 13 ottobre 2016, insieme ad alcuni dei suoi commenti su di essa.